# Zasada wiernego obrazu
Zasada wyższości treści nad formą (wiernego obrazu) – jedna z zasad rachunkowości zobowiązująca jednostki gospodarcze do wykazywania w księgach rachunkowych operacji gospodarczych zgodnie z ich treścią i rzeczywistością ekonomiczną tak, aby sprawozdanie finansowe zapewniało rzetelne i realistyczne przedstawienie sytuacji majątkowej i finansowej oraz wyniku finansowego jednostki.
Do zasady wiernego obrazu odnosi się art. 7 ust. 2 ustawy o rachunkowości:

Zdarzenia, o których mowa w ust. 1, należy uwzględnić także wtedy, gdy zostaną one ujawnione między dniem bilansowym a dniem, w którym rzeczywiście następuje zamknięcie ksiąg rachunkowych.